# 高城郡 (朝鲜)

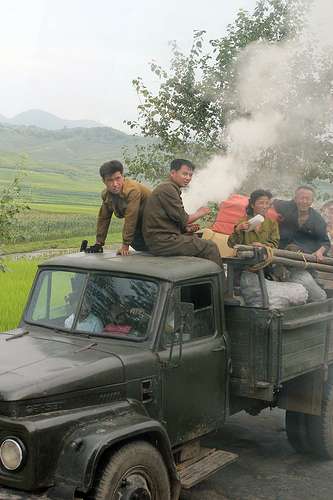
高城郡附近的北韓燃煤卡車

高城郡（朝鲜语：／ Kosŏng gun）是朝鲜民主主义人民共和国江原道的郡，与大韩民国高城郡本是一郡。主要是山区，但东部沿日本海海岸是平地。是太白山脉的一部分。境内有金剛山。
当地经济以农业为主，也有捕鱼业，产海带和蛤蜊。重要的地方作物包括水稻、玉米、大豆、小麦和大麦。闻名的特产是竹手工艺品。
此地有铁路鑑湖站往南穿越三八線之後可到豬津站，但尚無定期班次客運列車，只能靠公路。最近的主要港口是元山。